# Pelo Ralo
Pelo Ralo: Poesias que se foram é um livro do gênero poesia escrito por Ítalo Anderson, publicado e lançado no Brasil em 2016, concorrente ao Prêmio Jabuti de Literatura Poesia no ano de 2017.

## Temática
O autor convida o leitor a passear por sua própria essência, onde há a exploração de lembranças antigas, como amores, viagens, dúvidas e receios.
Para ele, o livro não tem um tema específico: “É como um passeio por diferentes lugares, sensações, histórias e momentos. Minha inspiração vem do que vivo, dos lugares por onde passo, das coisas que imagino e pessoas que encontro”.